# Daniel Breton
Pour les articles homonymes, voir Breton (homonymie).
Daniel Breton, né le 18 juin 1962 à Montréal, est un environnementaliste, chroniqueur et homme politique québécois.
Il a été député péquiste de Sainte-Marie–Saint-Jacques à l'Assemblée nationale de 2012 à 2014. Durant son mandat il a très brièvement été ministre du Développement durable, de l'Environnement, de la Faune et des Parcs de septembre 2012 à novembre 2012.
Il a auparavant milité au sein du mouvement environnementaliste québécois.

## Vie privée et professionnelle
Fils de Jean-Marie Breton, superviseur de la production, et de Jacqueline Nault, employée chez Macdonald Tobacco (en), il étudie la science politique et les relations internationales à l'Université de Montréal. Plus tard, en 2005, il obtient une maîtrise en communication (environnement) de l'Université du Québec à Montréal.
Il devient chroniqueur, se spécialisant dans les véhicules verts. Il écrit ainsi dans les magazine Auto123 (2004-2006), L'Annuel de l'automobile (2011-2012) et présente l'émission « Guide de l'auto » en 2006. Il participe également occasionnellement au Devoir et est le chroniqueur automobile et environnement attitré de « L'après-midi porte conseil », émission de Jacques Duval sur la Première chaîne de Radio-Canada. Il participe aussi à des émissions du « Club des ex » au Réseau de l'information (RDI, 2011-2012).
Depuis septembre 2014, il est blogueur pour le Journal de Montréal et chroniqueur sur le site spécialisé dans l'électrification des transports roulezelectrique.com.
Il est en couple avec l'ex-députée bloquiste Ève-Mary Thaï Thi Lac.

## Mouvement environnemental
Il a activement participé à l'Association québécoise de lutte contre la pollution atmosphérique (AQLPA) de 2004 à 2006 et a été porte-parole de la coalition Québec-Kyoto de 2004 à 2007 : opposition au projet de construction par Hydro-Québec d'une centrale à cycle combiné au gaz naturel à Beauharnois, au projet du Suroît.
En 2005, il fonde le mouvement « MCN21 - Maîtres chez nous au 21e siècle ». Le mouvement fait la promotion des énergies renouvelables, la nationalisation de l'énergie éolienne sur le modèle de la nationalisation de l'électricité en 1963 et le remplacement graduel des sources d'énergie fossile au Québec.
En 2010, il publie une lettre réclamant un moratoire sur l'exploitation des gaz de schiste dans la vallée du Saint-Laurent.

## Engagement politique
En 2001, il cofonde le Parti vert du Québec et en porte les couleurs dans Hochelaga-Maisonneuve lors des élections générales de 2003. Il obtient 1,56 % des voix, terminant sixième et très largement distancé par la députée péquiste sortante Louise Harel.
Lors de l'élection fédérale de 2008, il est candidat pour le Nouveau Parti démocratique dans la circonscription de Jeanne-Le Ber et termine alors troisième avec 15,7 % des votes.
Quelques mois après, il soutient publiquement Québec solidaire aux élections générales de 2008.
À l'occasion de l'élection fédérale de 2011, il soutient le candidat néodémocrate Tyrone Benskin, qui défait le député bloquiste Thierry St-Cyr.
Il se présente aux élections générales de 2012 dans Sainte-Marie–Saint-Jacques sous les couleurs du Parti québécois. Se réclamant « écologiste avant d'être souverainiste », il explique que le Parti québécois est le meilleur véhicule pour l'environnement au Québec. Le 4 septembre 2012, il obtient 35,76 %  des suffrages et est élu député à l'Assemblée nationale du Québec.
Le 19 septembre, il est nommé ministre du Développement durable, de l'Environnement, de la Faune et des parcs dans le gouvernement Pauline Marois. Alors ministre, il crée la polémique à la suite d'une visite aux bureaux du BAPE, alors qu'il aurait tenté de s'ingérer dans les affaires du bureau. Une enquête parlementaire est menée et ne conclut à aucune faute. Cependant, sa fonction de ministre sera de courte durée puisque de nombreuses révélations de loyers impayés, de contraventions pour excès de vitesse impayées pendant plus de 15 ans, de fraudes pour de fausses déclarations à la Loi sur l'assurance chômage, l'obligeront à démissionner le 29 novembre 2012.
Il s'oppose à l'inversion et la rénovation du pipeline de la pétrolière Enbridge, entre Sarnia et Montréal, qui permettrait d'acheminer du pétrole bitumineux jusqu'à la métropole québécoise,.
Le 8 mai 2013, Daniel Breton devient l'adjoint parlementaire de la première ministre sur le volet électrification des transports. Il propose la création d’un comité consultatif composé de trois spécialistes du transport électrique, d'anciens collaborateurs au sein du mouvement « Maître chez nous 21e siècle ».
En février 2014, Daniel Breton explique dans une vidéo officielle du Parti québécois la position du gouvernement de Pauline Marois de permettre l'exploration du pétrole de schiste dans l'île d'Anticosti. Il assure peu après demeurer militant environnemental.
À nouveau candidat à l'élection générale de 2014 dans Sainte-Marie–Saint-Jacques pour Parti québécois, il est battu. Terminant troisième (27,61 %), il est devancé par Anna Klisko, candidate libérale qui obtient 30,27 %, et la solidaire Manon Massé, élue députée avec 30,6 % et 91 voix d'avance.
Le 18 juin 2018, Daniel Breton annonce son intention de briguer l'investiture du Parti québécois dans la circonscription de Saint-Hyacinthe pour les élections générales du premier octobre.

## Vie après la politique
Après son engagement politique, Daniel Breton devient consultant en énergie, électrification des transports et gestion durable du carbone pour les rôtisseries Saint-Hubert de 2016 à 2017. Il est par la suite présentateur et intervieweur Facebook Live en électrification des transports pour Montréal Auto Prix de 2017 à 2020. En 2017 et en 2018, il est co-organisateur du Salon du véhicule électrique Desjardins de Saint-Hyacinthe et formateur en électrification des transports à l'Association des concessionnaires aAutomobiles de Saint-Hyacinthe. Il occupe ensuite le poste de directeur électrification des transports pour les conseillers en management MARCON en 2019 et en 2020. Depuis 2020, il est président-directeur général de Mobilité électrique Canada.

## Résultats électoraux

### Provincial
|                                                                                               | Nom                      | Parti            | Nombre de voix | %      | Maj.   |
| --------------------------------------------------------------------------------------------- | ------------------------ | ---------------- | -------------- | ------ | ------ |
|                                                                                               | Chantal Soucy (sortante) | Coalition avenir | 21 227         | 52 %   | 14 401 |
|                                                                                               | Marijo Demers            | Québec solidaire | 6 826          | 16,7 % | -      |
|                                                                                               | Daniel Breton            | Parti québécois  | 6 524          | 16 %   | -      |
|                                                                                               | Annie Pelletier          | Libéral          | 5 758          | 14,1 % | -      |
|                                                                                               | Luc Chulak               | NPD Québec       | 486            | 1,2 %  | -      |
| Total                                                                                         | Total                    | Total            | 40 821         | 100 %  |        |
| Le taux de participation lors de l'élection était de 71,5 % et 898 bulletins ont été rejetés. |                          |                  |                |        |        |

|                                                                                             | Nom                     | Parti              | Nombre de voix | %      | Maj. |
| ------------------------------------------------------------------------------------------- | ----------------------- | ------------------ | -------------- | ------ | ---- |
|                                                                                             | Manon Massé             | Québec solidaire   | 8 437          | 30,6 % | 91   |
|                                                                                             | Anna Klisko             | Libéral            | 8 346          | 30,3 % | -    |
|                                                                                             | Daniel Breton (sortant) | Parti québécois    | 7 612          | 27,6 % | -    |
|                                                                                             | Patrick Thauvette       | Coalition avenir   | 2 364          | 8,6 %  | -    |
|                                                                                             | Stewart Wiseman         | Vert               | 393            | 1,4 %  | -    |
|                                                                                             | Nic Payne               | Option nationale   | 210            | 0,8 %  | -    |
|                                                                                             | Marc Bissonnette        | Bloc pot           | 164            | 0,6 %  | -    |
|                                                                                             | Serge Lachapelle        | Marxiste-léniniste | 47             | 0,2 %  | -    |
| Total                                                                                       | Total                   | Total              | 27 573         | 100 %  |      |
| Le taux de participation lors de l'élection était de 66 % et 318 bulletins ont été rejetés. |                         |                    |                |        |      |

|                                                                                               | Nom                | Parti              | Nombre de voix | %      | Maj.  |
| --------------------------------------------------------------------------------------------- | ------------------ | ------------------ | -------------- | ------ | ----- |
|                                                                                               | Daniel Breton      | Parti québécois    | 10 199         | 35,8 % | 2 946 |
|                                                                                               | Manon Massé        | Québec solidaire   | 7 253          | 25,4 % | -     |
|                                                                                               | Étienne Collins    | Libéral            | 5 531          | 19,4 % | -     |
|                                                                                               | Cédrick Beauregard | Coalition avenir   | 4 216          | 14,8 % | -     |
|                                                                                               | Denis Monière      | Option nationale   | 880            | 3,1 %  | -     |
|                                                                                               | Louis Provencher   | Classe moyenne     | 143            | 0,5 %  | -     |
|                                                                                               | Jean-Marc Labrèche | Indépendant        | 123            | 0,4 %  | -     |
|                                                                                               | Edson Emilio       | Union citoyenne    | 87             | 0,3 %  | -     |
|                                                                                               | Serge Lachapelle   | Marxiste-léniniste | 60             | 0,2 %  | -     |
|                                                                                               | Dimitri Mourkes    | Indépendant        | 31             | 0,1 %  | -     |
| Total                                                                                         | Total              | Total              | 28 523         | 100 %  |       |
| Le taux de participation lors de l'élection était de 68,2 % et 305 bulletins ont été rejetés. |                    |                    |                |        |       |

|       | Nom                     | Parti                 | Nombre de voix | %      | Maj.  |
| ----- | ----------------------- | --------------------- | -------------- | ------ | ----- |
|       | Louise Harel (sortante) | Parti québécois       | 13 138         | 55,8 % | 6 928 |
|       | Richer Dompierre        | Libéral               | 6 210          | 26,4 % | -     |
|       | Louise Blackburn        | Action démocratique   | 2 449          | 10,4 % | -     |
|       | Lise Alarie             | UFP                   | 788            | 3,3 %  | -     |
|       | Alex Néron              | Bloc pot              | 476            | 2 %    | -     |
|       | Daniel Breton           | Vert                  | 367            | 1,6 %  | -     |
|       | Christine Dandenault    | Marxiste-léniniste    | 79             | 0,3 %  | -     |
|       | Mario Richard           | Démocratie chrétienne | 52             | 0,2 %  | -     |
| Total | Total                   | Total                 | 23 559         | 100 %  |       |